# Sučava (řeka)
Sučava (rumunsky Suceava, ukrajinsky Сучава – Sučava) je řeka na severu Rumunska (župa Sučava) a na Ukrajině (horní tok v Černovické oblasti). Je to pravý přítok Siretu (povodí Dunaje). Je 160 km dlouhá. Povodí má rozlohu 3800 km².

## Průběh toku
Pramení ve Východních Karpatech. Na středním a dolním toku teče přes planinu Sučava.

## Vodní režim
K nejvyšším vodním stavům dochází na jaře, v létě mohou vznikat náhlé povodně způsobené dešti. Na podzim a v zimě hladina klesá. Průměrný průtok vody činí přibližně 20 m³/s. Řeka unáší velké množství pevných částic.

## Města
Na řece leží města Vicovu de Sus, Milișăuți, Sučava a Liteni.